# Maxim Focșa
Maxim Focșa (Chișinău, 21 aprile 1992) è un calciatore moldavo, difensore del Dacia Buiucani.

## Carriera

### Club
Ha giocato nella prima divisione moldava ed in quella kirghiza.

### Nazionale
Nel 2019 ha giocato una partita con la nazionale maggiore moldava.

## Statistiche

### Cronologia presenze e reti in nazionale
| Cronologia completa delle presenze e delle reti in nazionale ― Moldavia | Cronologia completa delle presenze e delle reti in nazionale ― Moldavia | Cronologia completa delle presenze e delle reti in nazionale ― Moldavia | Cronologia completa delle presenze e delle reti in nazionale ― Moldavia | Cronologia completa delle presenze e delle reti in nazionale ― Moldavia | Cronologia completa delle presenze e delle reti in nazionale ― Moldavia | Cronologia completa delle presenze e delle reti in nazionale ― Moldavia | Cronologia completa delle presenze e delle reti in nazionale ― Moldavia |
| Data                                                                    | Città                                                                   | In casa                                                                 | Risultato                                                               | Ospiti                                                                  | Competizione                                                            | Reti                                                                    | Note                                                                    |
| ----------------------------------------------------------------------- | ----------------------------------------------------------------------- | ----------------------------------------------------------------------- | ----------------------------------------------------------------------- | ----------------------------------------------------------------------- | ----------------------------------------------------------------------- | ----------------------------------------------------------------------- | ----------------------------------------------------------------------- |
| 17-11-2019                                                              | Chișinău                                                                | Moldavia                                                                | 1 – 2                                                                   | Islanda                                                                 | Qual. Euro 2020                                                         | -                                                                       |                                                                         |
| Totale                                                                  |                                                                         | Presenze                                                                | 1                                                                       |                                                                         | Reti                                                                    | 0                                                                       |                                                                         |

## Palmarès

### Club

#### Competizioni nazionali
- Coppa di Moldavia: 1

Sfîntul Gheorghe: 2020-2021
- Supercoppa di Moldavia: 1

Sfîntul Gheorghe: 2021
- Liga 1: 1

Dacia Buiucani: 2024-2025